# Reichstagswahlkreis Regierungsbezirk Wiesbaden 3

Die Wahlkreisaufteilung des Deutschen Reichs.

Der Reichstagswahlkreis Regierungsbezirk Wiesbaden 3 (in der reichsweiten Durchnummerierung auch Reichstagswahlkreis 189; auch Reichstagswahlkreis Unterwesterwald-Rheingau genannt) war der dritte Reichstagswahlkreis im Regierungsbezirk Wiesbaden der preußischen Provinz Hessen-Nassau für die Reichstagswahlen im Deutschen Reich und im Norddeutschen Bund von 1867 bis 1918.

## Wahlkreiszuschnitt
Er umfasste die ehemaligen nassauischen Ämter Braubach, Montabaur, Nassau, Nastätten, St. Goarshausen und Wallmerod (also Teile des Untertaunuskreises, des Rheingaukreis und des Unterlahnkreises).
Es handelte sich um eine Parteihochburg des Zentrums. Die Wahlen wurden immer im ersten Wahlgang entschieden; es gab keine Stichwahlen.
| Jahr | Einwohner |
| ---- | --------- |
| 1890 | 99.239    |
| 1895 | 101.467   |
| 1900 | 108.459   |
| 1905 | 109.907   |
| 1910 | 112.915   |

|      | Landwirtschaft | Industrie und Gewerbe | Handel und Dienstleistungen |
| ---- | -------------- | --------------------- | --------------------------- |
| 1895 | 55,8           | 27,7                  | 16,5                        |
| 1907 | 45,5           | 35,2                  | 19,3                        |

|      | Evangelisch | Katholisch |
| ---- | ----------- | ---------- |
| 1890 | 38,0        | 60,8       |
| 1905 | 37,2        | 61,8       |
| 1910 | 39,6        | 59,4       |

## Abgeordnete
| Wahl                         | Abgeordneter     | Partei  | Bild |
| ---------------------------- | ---------------- | ------- | ---- |
| Reichstagswahl Februar 1867  | Ludwig Born      | NLP     |      |
| Reichstagswahl August 1867   | Gustav von Diest | DRP     |      |
| Reichstagswahl 1871 bis 1902 | Ernst Lieber     | Zentrum |      |
| Ersatzwahl 1902 bis 1918     | Anton Dahlem     | Zentrum |      |

## Wahlen

### 1867 (Februar)
Es fand nur ein Wahlgang statt. 12684 Stimmen wurden abgegeben.
| Kandidat            | Partei   | Stimmen | in %   | Anmerkungen               |
| ------------------- | -------- | ------- | ------ | ------------------------- |
| Ludwig Born         | NL       | 6753    | 52,5 % | 0                         |
| Theodor Heydenreich | K        | 3551    | 27,6 % | Obermedizinalrat, Dr. med |
| Gustav von Diest    | DRP      | 1216    | 9,5 %  | 0                         |
| 0                   | Sonstige | 1344    | 10,4   | 0                         |

### 1867 (August)
Es fand nur ein Wahlgang statt. 7661 Stimmen wurden abgegeben.
| Kandidat         | Partei   | Stimmen | in %   | Anmerkungen |
| ---------------- | -------- | ------- | ------ | ----------- |
| Ludwig Born      | NL       | 3377    | 44,1 % | 0           |
| Gustav von Diest | DRP      | 3970    | 51,8 % | 0           |
| 0                | Sonstige | 314     | 4,1    | 0           |

### 1871
Es fand nur ein Wahlgang statt. Die Zahl der Wahlberechtigten betrug 18485. 14680 Stimmen wurden abgegeben, die Wahlbeteiligung betrug 79,4 %. Die Zahl der gültigen Stimmen betrug 14651.
| Kandidat       | Partei   | Stimmen | in % | Anmerkungen                |
| -------------- | -------- | ------- | ---- | -------------------------- |
| Ernst Lieber   | Zentrum  | 8059    | 55 % | 0                          |
| Friedrich Lade | DRP      | 6579    | 44 % | Gutsbesitzer in Geisenheim |
| 0              | Sonstige | 13      | 0,1  | 0                          |

### 1874
Es fand nur ein Wahlgang statt. Die Zahl der Wahlberechtigten betrug 20626. 18248 Stimmen wurden abgegeben, die Wahlbeteiligung betrug 88,5 %. Die Zahl der gültigen Stimmen betrug 18231.
| Kandidat     | Partei   | Stimmen | in %   | Anmerkungen |
| ------------ | -------- | ------- | ------ | ----------- |
| Ernst Lieber | Zentrum  | 9539    | 52,3 % | 0           |
| Hubert Hilf  | DFP      | 8678    | 47,6 % | 0           |
| 0            | Sonstige | 14      | 0,1    | 0           |

### 1877
Es fand nur ein Wahlgang statt. Die Zahl der Wahlberechtigten betrug 21244. 17872 Stimmen wurden abgegeben, die Wahlbeteiligung betrug 84,1 %. Die Zahl der gültigen Stimmen betrug 17855.
| Kandidat     | Partei   | Stimmen | in %   | Anmerkungen |
| ------------ | -------- | ------- | ------ | ----------- |
| Ernst Lieber | Zentrum  | 8430    | 47,2 % | 0           |
| Hubert Hilf  | DFP      | 9412    | 52,7 % | 0           |
| 0            | Sonstige | 13      | 0,1    | 0           |

### 1878
Es fand nur ein Wahlgang statt. Die Zahl der Wahlberechtigten betrug 21607. 18400 Stimmen wurden abgegeben, die Wahlbeteiligung betrug 85,2 %. Die Zahl der gültigen Stimmen betrug 18379.
| Kandidat     | Partei   | Stimmen | in %   | Anmerkungen |
| ------------ | -------- | ------- | ------ | ----------- |
| Ernst Lieber | Zentrum  | 9789    | 53,3 % | 0           |
| Hubert Hilf  | DFP      | 8545    | 46,5 % | 0           |
| 0            | Sonstige | 45      | 0,2    | 0           |

### 1881
Es fand nur ein Wahlgang statt. Die Zahl der Wahlberechtigten betrug 21300. 15195 Stimmen wurden abgegeben, die Wahlbeteiligung betrug 71,3 %. Die Zahl der gültigen Stimmen betrug 15173.
| Kandidat           | Partei   | Stimmen | in %   | Anmerkungen                  |
| ------------------ | -------- | ------- | ------ | ---------------------------- |
| Ernst Lieber       | Zentrum  | 8950    | 59 %   | 0                            |
| Botho zu Eulenburg | K        | 1262    | 8,3 %  | 0                            |
| Joseph Rolshoven   | K        | 54      | 0,4 %  | Amtmann und Landrat in Dietz |
| Berthold Nasse     | DRP      | 63      | 0,4 %  | Landrat in Dietz             |
| Wilhelm Wicht      | NL       | 469     | 3,1 %  | Rentier in Nassau            |
| Hubert Hilf        | DFP      | 4350    | 28,7 % | 0                            |
| 0                  | Sonstige | 25      | 0,1    | 0                            |

### 1884
Es fand nur ein Wahlgang statt. Die Zahl der Wahlberechtigten betrug 21025. 15198 Stimmen wurden abgegeben, die Wahlbeteiligung betrug 72,3 %. Die Zahl der gültigen Stimmen betrug 15165.
| Kandidat           | Partei   | Stimmen | in %   | Anmerkungen                                              |
| ------------------ | -------- | ------- | ------ | -------------------------------------------------------- |
| Ernst Lieber       | Zentrum  | 9228    | 60,9 % | 0                                                        |
| Hermann Bayer      | K        | 1898    | 12,5 % | Regierungs- und Schulrat, Hof- und Domprediger in Berlin |
| Wilhelm Kröck      | K        | 26      | 0,2 %  | Bürgermeister in Bettendorf                              |
| Theodor Hergenhahn | NLP      | 1975    | 13 %   | Landgerichtsdirektor in Limburg                          |
| Hubert Hilf        | DRP      | 13,2    | %      | 2006                                                     |
| 0                  | Sonstige | 32      | 0,2    | 0                                                        |

### 1887
Es fand nur ein Wahlgang statt. Die Zahl der Wahlberechtigten betrug 21778. 19149 Stimmen wurden abgegeben, die Wahlbeteiligung betrug 87,9 %. Die Zahl der gültigen Stimmen betrug 19091.
| Kandidat     | Partei   | Stimmen | in %   | Anmerkungen                      |
| ------------ | -------- | ------- | ------ | -------------------------------- |
| Ernst Lieber | Zentrum  | 10859   | 56,9 % | 0                                |
| Schlüter     | DRP      | 8211    | 43 %   | Amtsgerichtsrat in Oberlahnstein |
| 0            | Sonstige | 21      | 0,1    | 0                                |

### 1890
Die Kartellparteien stellten bei der Reichstagswahl 1890 dem übermächtigen Zentrum als gemeinsamen Kandidaten den Kandidaten der NLP entgegen.
Es fand nur ein Wahlgang statt. Die Zahl der Wahlberechtigten betrug 21800. 16141 Stimmen wurden abgegeben, die Wahlbeteiligung betrug 74 %. Die Zahl der gültigen Stimmen betrug 16098.
| Kandidat          | Partei   | Stimmen | in %   | Anmerkungen                |
| ----------------- | -------- | ------- | ------ | -------------------------- |
| Ernst Lieber      | Zentrum  | 9249    | 57,4 % | 0                          |
| Wilhelm Oldenburg | NL       | 6031    | 37,5 % | Lehrer, u. a. in Wiesbaden |
| August Bebel      | SPD      | 679     | 4,2 %  | 0                          |
| 0                 | Sonstige | 139     | 0,9    | 0                          |

### 1893
Der interne Konflikt der Zentrumspartei bezüglich der Militärvorlage führte zu der Kandidatur von zwei Kandidaten des Zentrums. Neben Lieber, der die Militärvorlage strikt ablehnte, kandidierte Wilhelm Hohl. Dieser wurde von Konservativen, NLP und Freisinn unterstützt.
Es fand nur ein Wahlgang statt. Die Zahl der Wahlberechtigten betrug 22301. 18911 Stimmen wurden abgegeben, die Wahlbeteiligung betrug 84,8 %. Die Zahl der gültigen Stimmen betrug 18864.
| Kandidat          | Partei   | Stimmen | in %   | Anmerkungen                         |
| ----------------- | -------- | ------- | ------ | ----------------------------------- |
| Ernst Lieber      | Zentrum  | 9927    | 52,6 % | 0                                   |
| Wilhelm Hohl      | Zentrum  | 8210    | 43,5 % | Rechtsanwalt und Notar in Montabaur |
| Friedrich Vetters | SPD      | 666     | 3,6 %  | Tischler                            |
| 0                 | Sonstige | 61      | 0,3    | 0                                   |

### 1898
Bei der Reichstagswahl 1898 beschloss die Provinzleitung der NLP wegen Aussichtslosigkeit keinen Kandidaten aufzustellen. Der lokale Wahlverein folgte dem nicht und stellte einen Kandidaten auf.
Es fand nur ein Wahlgang statt. Die Zahl der Wahlberechtigten betrug 23290. 15821 Stimmen wurden abgegeben, die Wahlbeteiligung betrug 67,9 %. Die Zahl der gültigen Stimmen betrug 15768.
| Kandidat      | Partei   | Stimmen | in %   | Anmerkungen    |
| ------------- | -------- | ------- | ------ | -------------- |
| Ernst Lieber  | Zentrum  | 9452    | 59,9 % | 0              |
| Anton Lessing | NL       | 5567    | 35,3 % | Fabrikbesitzer |
| 0             | Sonstige | 58      | 0,4    | 0              |

### Ersatzwahl am 28. Juli 1902
Nach dem Tod Liebers kam es zur Ersatzwahl. Der BdL versuchte vergeblich, den katholischen Hauptmann von Graberg als Gegenkandidaten zu dem offiziellen Zentrumskandidaten Dahlem aufzustellen.
Es fand nur ein Wahlgang statt. Die Zahl der gültigen Stimmen betrug 18509.
| Kandidat           | Partei   | Stimmen | in %   | Anmerkungen                                 |
| ------------------ | -------- | ------- | ------ | ------------------------------------------- |
| Anton Dahlem       | Zentrum  | 10631   | 57,4 % | 0                                           |
| Bernhard Krawinkel | NL       | 3755    | 20,3 % | Unternehmer, Provinziallandtagsabgeordneter |
| Brand              | BdL      | 3454    | 18,7 % | Landwirt in Netzbach                        |
| Friedrich Vetters  | SPD      | 652     | 3,5 %  | 0                                           |
| 0                  | Sonstige | 17      | 0,1    | 0                                           |

### 1903
Es fand nur ein Wahlgang statt. Die Zahl der Wahlberechtigten betrug 24856. 19237 Stimmen wurden abgegeben, die Wahlbeteiligung betrug 77,4 %. Die Zahl der gültigen Stimmen betrug 19184.
| Kandidat           | Partei   | Stimmen | in %   | Anmerkungen |
| ------------------ | -------- | ------- | ------ | ----------- |
| Anton Dahlem       | Zentrum  | 11179   | 58,3 % | 0           |
| Bernhard Krawinkel | NL       | 3578    | 18,6 % | 0           |
| Brand              | BdL      | 3343    | 17,4 % | 0           |
| Friedrich Vetters  | SPD      | 5,4     | %      | 1028        |
| 0                  | Sonstige | 56      | 0,3    | 0           |

### 1907
Der Bülow-Block aus NLP, Deutsch-Konservativen, Freikonservativen, Freisinn und BdL stellte gemeinsam ein Mitglied der Reichspartei als Kandidaten auf.
Es fand nur ein Wahlgang statt. Die Zahl der Wahlberechtigten betrug 25597. 23808 Stimmen wurden abgegeben, die Wahlbeteiligung betrug 93 %. Die Zahl der gültigen Stimmen betrug 23748.
| Kandidat            | Partei   | Stimmen | in %   | Anmerkungen                |
| ------------------- | -------- | ------- | ------ | -------------------------- |
| Anton Dahlem        | Zentrum  | 13035   | 54,9 % | 0                          |
| Hermann Heydweiller | DRP      | 9823    | 41,4 % | Landrat, Gutsbesitzer, MdL |
| Friedrich Vetters   | SPD      | 879     | 3,7 %  | 0                          |
| 0                   | Sonstige | 11      | 0      | 0                          |

### 1912
Der BdL unterstützte den Zentrumskandidaten.
Es fand nur ein Wahlgang statt. Die Zahl der Wahlberechtigten betrug 26287. 22117 Stimmen wurden abgegeben, die Wahlbeteiligung betrug 84,1 %. Die Zahl der gültigen Stimmen betrug 21959.
| Kandidat         | Partei   | Stimmen | in %   | Anmerkungen                      |
| ---------------- | -------- | ------- | ------ | -------------------------------- |
| Anton Dahlem     | Zentrum  | 12674   | 57,7 % | 0                                |
| Heinrich Herpell | NL       | 6873    | 31,3 % | Bürgermeister in St. Goarshausen |
| Otto Müller      | SPD      | 2374    | 10,8 % | Glasmacher                       |
| 0                | Sonstige | 38      | 0,2    | 0                                |